# Computer Gamer
A Computer Gamer egy videójátékokkal foglalkozó magazin volt, amit az Argus Specialist Publications adott ki a nyolcvanas évek végén. A konzervatívabb, fekete-fehérben megjelenő Games Computing magazin színes újraindítása volt.
Mint a legtöbb hasonló újság a Computer Gamer is híreket, teszteket, előzeteseket, tippeket, segítségeket, olvasói leveleket és ritkán játék demókat tartalmazott.
Ugyan a háttérbe szorult a számos videójátékos magazin mögött, azonban a Computer Gamer kitűnt abban, hogy az egyik lapszámának árusítását visszautasította a W H Smith és a többi brit újságárus is. Ezen lapszám borítóját, amin a „Blood And Guts” játék szerepelt túl erőszakosnak találták, ezért le kellett cserélniük egy egyszerűbb, összecsapott borítóval.